# Daughter (hudební skupina)
Daughter je indie folková skupina z Anglie. V čele s Elenou Tonrou (* 15. ledna 1990 Severní Londýn, Anglie) se skupina zformovala v roce 2010 po přijetí švýcarského kytaristy Igora Haefeliho a bubeníka Remiho Aguilella z Francie. Vydali čtyři EP, tři singly a čtyři alba (jedno je instrumentálním soundtrackem), a momentálně jsou podepsaní u Glassnote Records (Severní Amerika) a 4AD (Evropa). Poté, co vystupovali v místním okruhu Londýna, podporou Bena Howarda začali cestovat po celé Evropě a od té doby hrají hlavní hvězdné turné po Severní Americe, Evropě a Austrálii. V České republice vystoupili v letech 2013 (Rock Café) a 2016 (Roxy).

## Životopis
Irsko-italského původu, Elena Tonra vyrostla v Northwoodu v Londýně, se svým starším bratrem, Kieranem. Díky svému v Dublinu rozenému dědečkovi slýchávala tradiční irskou hudbu již od útlého věku. Její zájem o hudbu začal, když získala kopii alba Grace od Jeffa Buckleyho. Poté, co byla ve škole obětí šikany, psala texty o "jednání emocionálně se životem". Změny škol v jejích dvanácti letech měly velký dopad a od té doby Tonra píše "o věcech, o kterých se mi těžko mluví v dospělosti".
Tonra započala svou hudební kariéru hraním akustických vystupování pod svým pravým jménem okolo Londýna, zjistila však, že "toto mi vůbec nevyhovuje. Jako muzikant jsem samouk, a cítila jsem se být omezena svými schopnostmi". Haefeli se zúčastnil jednoho z akustických vystoupení, kde Tonra hrála, a zjistil, že "ona měla tu moc, která každého přitáhla". Haefeli, původem z Neuchâtelu, se také zúčastnil londýnského Ústavu pro Soudobé Hudební Představení, kde se setkal s Tonrou během kurzu psaní písní. Začali hrát společně s přidáním Haefeliho elektrických kytar. Po jejich první ukázce začal rozruch okolo kapely, 20. dubna 2011 Daughter samostatně vydala své debutové EP His Young Heart, nahrané v Haefeliho garsoniéře. 2. října téhož roku vydali další EP, The Wild Youth, skrz Communion Records. Tento EP získal chválu od British website For Folk's Sake, jež popsala skupinu jako "jeden z unikátních zvuků popového okruhu dneška". DJ BBC Rádia 1, Huw Stephens, je také pozval k Relaci Maida Vale pro svou show.
Tonra a Haefeli se do sebe zamilovali a kytarista trval na tom, že "ponecháme náš soukromý život a hudební život oddělené, [protože] nechci, aby Elena přestala říkat věci ve svých písních, které jsou osobní, [jako] skladatelé potřebují být drazí a potřebují se nebát". Zatímco Tonra prohlásila "Igor nezpochybňuje mé texty. Jde mu o to, co děláme jako uměleckou formu. Jistě se nesnaží přepsat má slova. Nikdy jsem nikomu neprozradila, o čem mé písně jsou, dokonce ani jemu. Navíc, mám pocit, že jsou přímé dost. Nejsou nijak zvlášť nejasné".
V roce 2012, krátce po vystupování na show v Londýně (kapacita 700 diváků), Daughter oznámila svůj úpis k UK labelu 4AD. Elena prohlásila, že "nemůžeme být šťastnější, když můžeme spolupracovat s 4AD, značkou, která vydala tolik inspirujících nahrávek a jejíhož étosu si velice vážíme. Je to opravdu čest". Jejich první řádný singl, Smother, vyšel v říjnu téhož roku. Ten byl hrán jak BBC Rádiem 1, tak 6 Music / BBC 6, zatímco mu byla udělena cena Singlu týdne (Single of the Week) dlouhodobě podporujícím Huwem Stephensem. V prosinci 2012 se skupina objevila na show Davida Lettermana těsně před vydáním desky, kterou Tonra popsala jako "snad (...) situace vozík-před-koněm".

### If You Leave
Skupina vydala své debutové album If You Leave v březnu 2013 (v Norsku to byl květen). V britském hudebním žebříčku se usadili na čísle 16, a to bylo také příznivě přijato v tisku; "Album, jak krásně koncipováno jako If You Leave, je jedno z těch, které následujete od začátku až do konce, zpevněné příběhem to spřádá a emocí krvácí. A v těchto digitálních dnech se to zdá jako pozoruhodný úspěch." Drowned in Sound udělali recenzi 9/10, zatímco The Fly k albumové recenzi 4/5 řekli, že to je "ušní intimita a mohutné, jako pohoří". Daughter také vyhrála Nezávislé Album Roku za If You Leave v roce 2013 v AIM Nezávislých Hudebních Oceněních v Londýně. Skupina začala dlouhé turné za pomoci alba a rekrutovala Luka Saunderse jako dodatečného člena pro zajišťování materiálu možného obnovit. Jak Haefeli vysvětluje: "On hraje vše, co my nemůžeme, což jsou keyboardy, basy a některé další kytary. Byli jsme velice spokojeni s výsledkem. Zabralo to poměrně dlouhý čas a hodně zkoušení, ale jsme velmi spokojení, jak živě písně zní". Daughter také využila řadu vokálních a kytarových efektů k dosažení tohoto "živého zvuku".

### Not to Disappear
V září 2014 skupina uvedla, že začala pracovat na následování jejich vlastního studia v Londýně. Haefeli vysvětluje: "Hráli jsme tolik koncertů, že první album se stalo skalnatějším na jevišti a s touto dynamikou hrajeme". Dne 6. dubna 2015 Daughter oznámila, že bude podporovat Bena Howarda v krátké řadě turné ve Spojených státech.
30. září skupina oznámila, že v roce 2016 vypustí 10skladbové album Not to Disappear, zatímco byl první singl Doing the Right Things zpřístupněn jako hudební video. Not to Disappear vydalo 4AD 15. ledna 2016, po hudebním videu pro druhý singl Numbers v listopadu 2015. 28. července 2016 Daughter vytvořila hudební video pro píseň No Care.

### Music From Before The Storm
1. září 2017 Daughter vydala své třetí album s názvem Music From Before The Storm. LP se skládá ze třinácti zejména instrumentálních skladeb a slouží jako soundtrack pro počítačovou hru Life Is Strange: Before the Storm.

### Ex:Re
Zpěvačka Elena Tonra vydala jako Ex:Re v únoru 2019 eponymní sólové album, jehož hlavním tématem je rozchod. O dva roky později vyšla jeho akustická verze Ex:Re With 12 Ensemble nahraná s kolektivem 12 Ensemble ve spolupráci se skladatelkou Josephine Stephensonovou.

### Stereo Mind Game
Po několika letech, během kterých se členové věnovali vlastním projektům, v lednu 2023 skupina vydala singl Be On Your Way a ohlásila vydání jejich čtvrtého studiového alba Stereo Mind Game v dubnu téhož roku. Album s dvanácti skladbami je podle nich jejich zatím nejoptimističtějším. Texty jsou stále plné žalu ale místo libování si v něm se s ním snaží vypořádat.

## V populární kultuře
- Píseň Youth byla hrána v reklamě na Tour de France na ITV4; stejně tak i v reklamě na norskou leteckou společnost Widerøe.
- Píseň Medicine byla použita pro BBC One Drama propagační video, které bylo prvně vysíláno v říjnu 2013. Byla také používána v Medicine - A Dance Film podle Carlose et Marka. Navíc byla využita také v řadě 3, epizodě 20 ("Death Benefit") amerického drama seriálu Person of Interest na CBS.
- Remix Home od Jona Hopkinse byl uveden ve zvukovém doprovodu k britskému filmu How I Live Now, který byl propuštěn na CD v říjnu 2013.
- Píseň Youth byla využita v řadě 8, epizodě 19 v seriálu Chirurgové.
- Písně Number, Hope a Glass byly použity v traileru pro Life Is Strange: Before the Storm. Dvě naposledy zmíněné se poté objevují také v soundtracku.

## Diskografie

### Studiová alba
| Název                       | Detaily alba                                                                            | Pozice v žebříčku | Pozice v žebříčku | Pozice v žebříčku | Pozice v žebříčku | Pozice v žebříčku | Pozice v žebříčku | Pozice v žebříčku | Pozice v žebříčku | Pozice v žebříčku | Pozice v žebříčku | Pozice v žebříčku |
| Název                       | Detaily alba                                                                            | AUS               | AUT               | BEL               | NL                | FRA               | IRE               | SCO               | NZ                | SWI               | UK                | US                |
| --------------------------- | --------------------------------------------------------------------------------------- | ----------------- | ----------------- | ----------------- | ----------------- | ----------------- | ----------------- | ----------------- | ----------------- | ----------------- | ----------------- | ----------------- |
| If You Leave                | - Vydané: 18. března, 2013 - Vydavatel: 4AD - Formáty: CD, Digitální stahování          | 50                | —                 | —                 | —                 | 109               | —                 | 27                | —                 | —                 | 16                | 97                |
| Not to Disappear            | - Vydané: 15. ledna, 2016 - Vydavatel: 4AD - Formáty: CD, Digitální stahování           | 26                | 26                | 11                | 32                | 107               | 30                | —                 | 40                | 12                | 17                | 80                |
| Music from Before the Storm | - Vydané: 1. září, 2017 - Vydavatel: Glassnote - Formáty: Digitální stahování           | —                 | —                 | 93                | —                 | —                 | —                 | —                 | —                 | 86                | —                 | —                 |
| Stereo Mind Game            | - Vydané: 7. dubna, 2023 - Vydavatel: Glassnote, 4AD - Formáty: CD, Digitální stahování |                   |                   |                   |                   |                   |                   |                   |                   |                   |                   |                   |

### EP
- Demos EP (nahráno vlastnoručně, 2010)
- His Young Heart (nahráno vlastnoručně, 2011)
- The Wild Youth (Communion Records, 2011)
- 4AD Sessions EP (4AD, 2014)

### Singly
- Smother (4AD, 2012)
- Human (4AD, 2013)
- Youth (4AD, 2013)
- Doing the Right Thing (4AD, 2015)
- Numbers (4AD, 2015)
- How (4AD, 2016)
- No Care (4AD, 2016)
- The End (4AD, 2016)
- Burn It Down (2017)

## Členové
- Elena Tonra – zpěv, kytara, basa
- Igor Haefeli – kytara, basa
- Remi Aguilella – bubny, bicí